# قارچ قیصر
قارچ قیصر (نام علمی: Amanita caesarea) نام یک گونه از سرده قارچ قاتل است.